# Плевательница
Плева́тельница — сосуд, предназначенный для сплёвывания. Широко использовался в прошлом, в основном людьми, употреблявшими жевательный табак или табак, закладываемый за губу. В настоящее время используется в основном в стоматологии (или в общемедицинском плане для собирания мокроты), а также дегустаторами вина и кофе.

## История

### Китай
В Китае во времена Империи Цин золотая плевательница была непременным атрибутом на главных императорских церемониях. С 1949 года плевательницы в Китае стали обыденным явлением, они устанавливались во множестве не только на улице, в общественных местах, но и дома. Это было сделано с целью пропаганды гигиены, так как к тому времени у китайцев глубоко укоренилась привычка плевать на пол. Плевательницу активно использовал и лидер Китая Дэн Сяопин, в том числе во время мероприятий, широко освещаемых мировыми СМИ. Это вызвало насмешки в мире и возможно поэтому с конца 1980-х годов началось массовое исчезновение плевательниц из общественных мест.

### США
В США плевательницы были широко распространены в конце XIX века. Они устанавливались в барах, публичных домах, салунах, гостиницах, магазинах, банках, на железнодорожных станциях и в других местах, где собирались мужчины. В то время в США также было принято сплёвывать на пол, на улице, в ряде мест были даже приняты законы, запрещающие плевать в общественном месте иначе чем в плевательницы. Распространение плевательниц широко поддерживала «Анти-туберкулёзная лига». В начале XX века в обиход вошли переносные плевательницы: небольшого размера и с крышкой. Также существовали «железнодорожные плевательницы», которые можно было взять с собой в поездку.
После эпидемии испанского гриппа в 1918—1919 годах началось массовое исчезновение плевательниц из общественных мест, так как это было признано негигиеничным. Из продажи начал исчезать жевательный табак, который заменили обычные сигареты и жевательная резинка.
В настоящее время несколько дюжин плевательниц установлены в Сенате США: они не используются, являясь данью традиции.
Одна из крупнейших коллекций плевательниц в мире находится в городе Дарем (Северная Каролина).
- Вьетнамская (тямпа) плевательница, XIII или XIV век
- Китайская плевательница, XIV—XVII век[7]
- Немецкая плевательница, 1773 год
- Английская плевательница, 1800-е годы
- Европейская плевательница, XVIII или XIX век
- Чистка плевательниц в вашингтонском Капитолии, 1914 год
- Плевательница дегустаторов вина[англ.]
- Плевательница дегустаторов кофе
- Стоматологическая плевательница, 1876 год
- Современная стоматологическая плевательница